# Tailwind Airlines
Tailwind Airlines is een Turkse luchtvaartmaatschappij die haar thuisbasis heeft in Istanboel. De maatschappij werd in 2006 opgericht. De eerste vlucht werd succesvol uitgevoerd in mei 2009.

## Bestemmingen
Sinds augustus 2013 vliegt Tailwind Airlines naar de volgende bestemmingen in Azië en Europa:
- Zweden
  - Kristianstad – Kristianstad Airport
- België
  - Brussel – Brussels Airport
- Bosnië en Herzegovina
  - Sarajevo – luchthaven Sarajevo
- Tsjechië
  - Praag – luchthaven Praag
- Frankrijk
  - Parijs – Orly Airport
  - Lille – Lesquin Airport
- Duitsland
  - Berlijn – Schönefeld Airport
  - Bremen – Bremen Airport
  - Keulen – Cologne/Bonn Airport
  - Dortmund – Dortmund Airport
  - Düsseldorf – Düsseldorf Airport
  - Dresden – Dresden Airport
  - Erfurt/Weimar – Erfurt-Weimar Airport
  - Frankfurt/Hahn – Frankfurt-Hahn Airport
  - Hamburg – Hamburg Airport
  - Hannover – Hannover Airport
  - Kassel – Kassel Airport
  - Leipzig – Leipzig/Halle Airport
  - München – Munich Airport
  - Nuremberg – Nuremberg Airport
  - Stuttgart – Stuttgart Airport
- Hongarije
  - Budapest – Ferihegy Airport
  - Debrecen – Debrecen Airport
- Italië
  - Bergamo – Orio al Serio Airport
  - Catania – Fontanarossa Airport
  - Milaan – Malpensa Airport
  - Rome – Fiumicino Airport
  - Verona – Villafranca Airport
- Israël
  - Tel-Aviv – Ben Gurion Airport
- Iran
  - Teheran – Imam Khomeini International Airport
- Noorwegen
  - Bergen – Flesland Airport
  - Kristiansand – Kristiansand Airport
  - Oslo – Gardermoen Airport
  - Stavanger – Sola Airport
  - Ålesund – Vigra Airport
- Slowakije
  - Bratislava – M. R. Štefánik Airport
- Spanje
  - Bilbao – Bilbao Airport
  - Madrid – Barajas Airport
  - Valencia – Manises Airport
- Zwitserland
  - Basel – EuroAirport Basel-Mulhouse-Freiburg
  - Geneve – Cointrin Airport
  - Zürich – Kloten Airport
- Turkije
  - Adana – Adana Airport
  - Ankara – Esenboğa Airport
  - Alanya – Antalya Gazipasa Airport
  - Antalya – Antalya Airport (Hub)
  - Bodrum – Milas-Bodrum Airport
  - Dalaman – Dalaman Airport
  - Ercan – Ercan Airport
  - Eskişehir – Hasan Polatkan Airport
  - Istanbul – Sabiha Gökçen Airport (Hub)
  - Isparta – Süleyman Demirel Airport
  - Izmir – Adnan Menderes Airport
  - Kayseri – Erkilet Airport
  - Nevşehir – Kapadokya Airport
  - Samsun – Samsun-Çarşamba Airport

## Vloot

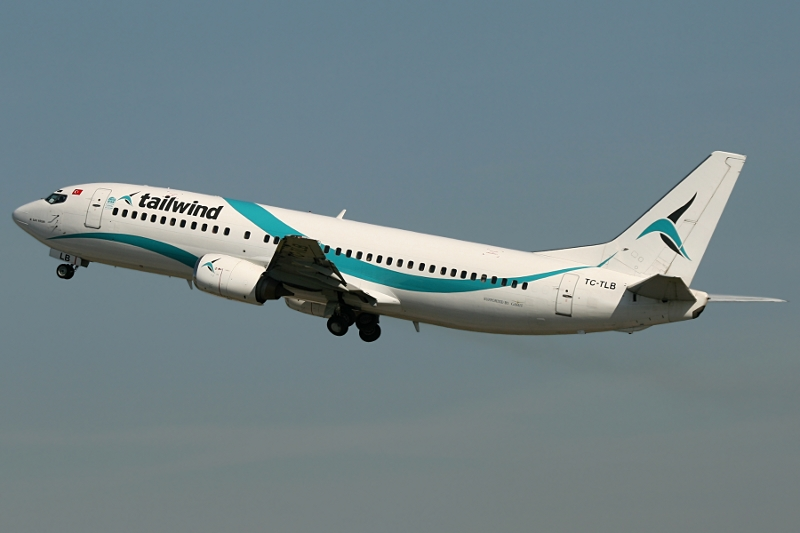
Tailwind Airlines Boeing 737-400

De vloot van Tailwind Airlines bestaat uit (maart 2015):
- Vijf Boeing 737-400 (TC-TLA, TC-TLB, TC-TLC, TC-TLE en TC-TLD)

De gemiddelde leeftijd van de toestellen bedraagt 22.3 jaar. (augustus 2017)